# Kráľova hoľa
Kráľova hoľa (1.946 m) è la più alta montagna della parte orientale dei Bassi Tatra (nei Carpazi), catena montuosa della Slovacchia centrale. Dalla montagna nascono quattro fiumi: Čierny Váh, Hnilec, Hornád e Hron. La cima, facilmente raggiungibile con sentieri e una strada asfaltata da Šumiac, offre una vista panoramica di Spiš, degli Alti Tatra, di Liptov e della valle dell'alto Hron. Sulla sommità del monte c'è una stazione meteorologica e un'antenna televisiva, installata nel 1960.
Kráľova hoľa è spesso ritratta nella tradizione slovacca e nella letteratura Romantica come un rifugio sicuro per eroi e fuorilegge. Essendo metafora della casa nelle ballate popolati, la montagna è diventata uno dei simboli non ufficiali della Slovacchia insieme alla cima Kriváň.